# Doriatščina
Doriatščina (izvirno angleško Doriathrin) je umetni jezik angleškega pisatelja in jezikoslovca Johna Ronalda Reuela Tolkiena.